# 托馬斯鎮區 (密歇根州)
托馬斯鎮區（英語：Thomas Township）是位於美國密歇根州薩吉諾縣的一個行政鎮區。

## 地方資料
托馬斯鎮區的面積為82.70平方千米，當中陸地面積為81.16平方千米，而水域面積為1.10平方千米。根據2020年美國人口普查的數據，當地共有人口11931人，而人口密度為每平方千米144.27人。